# Sergej Sjupletsov
Sergej Borisovitj Sjupletsov (ryska: Сергей Борисович Шуллеџов), född den 25 april 1970 i Tjusovoj, Ryssland, död 14 juli 1995 i La Clusaz, Frankrike, var en rysk freestyleåkare.
Han tog OS-silver i herrarnas puckelpist i samband med de olympiska freestyletävlingarna 1994 i Lillehammer.